# يورغن هانسن (دراج)
يورغن هانسن (بالدنماركية: Jørgen Emil Hansen)‏ مواليد 7 ديسمبر 1942 في كوبنهاغن، هو دراج دانمركي سابق. سبق أن شارك في دورة الألعاب الأولمبية الصيفية وفاز بميدالية أولمبية.

## الميداليات
| الميدالية | المسابقة                       |
| --------- | ------------------------------ |
| برونزية   | الألعاب الأولمبية الصيفية 1976 |

## روابط خارجية
- يورغن هانسن على موقع أرشيف الدراجات (الإنجليزية)
- يورغن هانسن على موقع أوليمبيديا (الإنجليزية)